# Condictio ex lege
Die condictio ex lege (etwa: Rückforderung aus Gesetz) bezeichnet die von Justinian veranlasste Neubildung einer Klage im römischen Kondiktionenrecht. Mit ihr wurden während der Spätantike diejenigen gesetzliche Ansprüche verfolgt, die neu geschaffenen Tatbeständen unterlagen und für die kein spezieller Klagetyp im Gesetz vorgesehen war.
Die Klage entstand als Auffangtatbestand vor dem Hintergrund der Loslösung verbreiteten Rechtsdenkens vom Einheitsprinzip der klassischen Lehre der condictiones, die sich ihrerseits an den actiones im Formularprozess orientiert hatten. Mit dem Übergang vom Formularprozess in das Kognitionsprozessverfahren wurden mehrere Kondiktionstypen gebildet, die sich in separaten Digestentiteln wiederfinden.